# Балта (станція)
Ба́лта — залізнична станція Одеської дирекції Одеської залізниці.
Розташована в селі Білине, Балтська міська громада, Одеської області на лінії Побережжя — Підгородна між станціями Побережжя (14,5 км) та Жеребкове (20,5 км). Місто Балта за 8 км.

## Історія
Відкрита у 1865 році. Одна з перших залізничних станцій країни. Місто Балта у ХІХ столітті було важливим торговим центром. Річний оборот місцевих ярмарків становив до 1,5 млн руб. На бійнях міста перероблялась велика кількість м'яса, що могло повність забезпечити потребу Одеси в цьому продовольстві.Тому саме Балта була визначена кінцевим пунктом першої черги будівництва залізниці, звідки відкривався шлях на Київ (через Жмеринку) та до берегів Дніпра на Кременчук (через Ольвіополь) Єдиним слабким місцем була ділянка поблизу річки Кучурган. Попри рекомендації Міністерства шляхів сполучення, болотиста місцевість не була достатньо розчищена. Це спричинило утворення тріщин у насипу та поставило під загрозу безпеку експлуатації лінії.
Наприкінці листопада 1865 року споруджена залізниця Одеса — Балта, що з'єднала сільськогосподарські райони півдня України з Одеським портом. 3 грудня 1865 року представники міста Балта, під час урочистостей з нагоди відкриття руху, повідомили високопосадовцям, що у них на 4 грудня є заявки на відправлення вантажів у 8 вагонах, а кількість заявок на наступні дні перевищує очікування втричі. Це стало остаточним аргументом щодо доцільності проєкту та відкриття регулярного сполучення.
4 грудня 1865 року розпочато рух потягів залізницею, а з 1 вересня 1866 року залізниця остаточно передана уряду для експлуатації. 1 вересня 1867 року споруджена гілка до Ольвіополя (Первомайськ-на-Бузі). Зі спорудою залізниці значно збільшився товарообіг балтських ярмарків.
Причину, через яку залізничну станцію побудували не в самому місті, достеменно невідомо. Можливо, не вдалось викупити приватні землі чи задорого було будувати в долині Кодими. «Сама станція… розташована за 8 верст від міста, навіть не в Подільській, а в Херсонській губернії… Восени і на початку зими, в бруд і ожеледицю нею рішуче немає проїзду.» — Так писав сучасник про станцію і дорогу між нею і самою Балтою. Але наприкінці XIX століття сімейство Борисових (із старообрядців) проклали шосейну дорогу від вулиці Купецької до станції. Дорога ця була платною — спеціальний працівник стягував по 3 копійки за проїзд.
11 листопада 1915 року на станцію прибув імператор Микола ІІ, який відвідував місто Балта у зв'язку з військовими діями.
На привокзальній площі в Білині встановлено пам'ятник радянським воїнам, що загинули в боях за станцію.

## Пасажирське сполучення
| Рух потягів по станції Балта | Рух потягів по станції Балта | Рух потягів по станції Балта | Рух потягів по станції Балта |
| №                            | Маршрут сполучення           | Власник                      | Примітки                     |
| Потяги далекого сполучення   | Потяги далекого сполучення   | Потяги далекого сполучення   | Потяги далекого сполучення   |
| ---------------------------- | ---------------------------- | ---------------------------- | ---------------------------- |
| 051/052                      | Одеса — Запоріжжя            | Придніпровська залізниця     |                              |
| 053/054                      | Одеса — Дніпро               | Придніпровська залізниця     |                              |
| 059/060                      | Одеса — Харків               | Одеська залізниця            |                              |
| 127/128                      | Львів — Запоріжжя            | Придніпровська залізниця     |                              |
| 147/148                      | Одеса — Київ                 | Одеська залізниця            |                              |
| 191/192                      | Одеса — Краматорськ          | Одеська залізниця            |                              |
| Приміські електропотяги      |                              |                              |                              |
| 6271/6272                    | Одеса — Балта                | Одеська залізниця            |                              |
| 6601/6602/6603/6604          | Подільськ — Помічна          | Одеська залізниця            |                              |
| Скасовані                    |                              |                              |                              |
| 137/138                      | Одеса — Черкаси              | Одеська залізниця            |                              |
| 269/270                      | Одеса — Харків               | Південна залізниця           |                              |
| 271/272                      | Одеса — Харків               | Південна залізниця           |                              |
| 432/431                      | Одеса — Харків               | Одеська залізниця            |                              |